# حسن أباد (دجغان)
حسن أباد (بالفارسية: حسن‌آباد) هي قرية تقع في إيران في بلدة دزكان. يقدر عدد سكانها بـ 19 نسمة .